# Folloni (cognome)
Folloni è un cognome di lingua italiana.

## Varianti
Follone.

## Origine e diffusione
Il cognome è tipicamente centro-settentrionale.
Potrebbe derivare da un toponimo.
La variante Follone è meridionale.

## Persone
- Gian Guido Folloni – politico e giornalista italiano
- Silvino Folloni – partigiano italiano